# 노이스 (밴드)
노이스(Noice)은 1975년에 결성된 구스타프베르크 출신의 스웨덴 펑크 록 밴드이다.